# Dudu Aouate
David "Dudu" Aouate (Haifa, 17 d'octubre del 1977) és un futbolista israelià ja retirat, que va jugar com a professional a Israel i a Espanya, jugant també com a internacional amb la selecció israeliana.